# Unión Democrática Nacional de Guinea Ecuatorial
La Unión Democrática Nacional de Guinea Ecuatorial (Udena) es un partido liberal ecuatoguineano. El partido es miembro de la Internacional Liberal desde 1999.
El partido surgió en la década de 1980 en la clandestinidad.
En septiembre de 1992, Udena formó parte de la coalición de partidos Plataforma de Oposición Conjunta (POC), creada como frente único de oposición al gobierno de Teodoro Obiang. Udena fue legalizado mediante el Decreto de la Presidencia de la República número 35/1993, de fecha 10 de mayo, pasando así a formar parte de las formaciones de la oposición legalizadas. Pese a que muchas fuerzas opositoras pidieron la abstención en las elecciones generales de Guinea Ecuatorial de 1993, la Udena participó a través de su en aquel momento Secretario General, Pedro-Cristino Bueriberi Bokesa.
Integrado en la POC, Udena participó en las elecciones municipales de Guinea Ecuatorial de 1995, en las que la POC consiguió ganar oficialmente en 9 municipios, pese a que protestaron por los resultados, afirmando haber ganado en 19 municipios.
Las elecciones presidenciales de Guinea Ecuatorial de 1996 dieron lugar a la desintegración de la POC. A partir de entonces, la UDENA abandonó su vocación opositora y comenzó a mostrar una actitud favorable al régimen de Obiang. Desde los años 2000, el partido se ha presentado junto a otras formaciones opositoras en coalición con el gobernante Partido Democrático de Guinea Ecuatorial (PDGE) en elecciones legislativas.
La UDENA fue liderada por Pedro-Cristino Bueriberi Bokesa hasta su fallecimiento en 2020. Actualmente el partido es liderado por Deogracias Bueriberi Edu Nsang.